# Andreas Böhm (Fußballspieler)

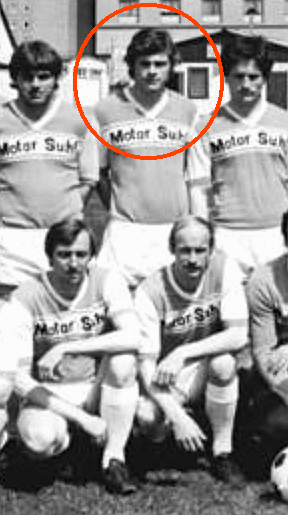
Andreas Böhm 1984

Andreas Böhm (* 19. Oktober 1961) war Fußballspieler in der DDR-Oberliga. In der höchsten Spielklasse des DDR-Fußball-Verbandes spielte er 1984/85 für die BSG Motor Suhl.
Bis 1980 war Böhm für den Halleschen FC Chemie in der DDR-Juniorenliga aktiv. Mit Beginn der Saison 1980/81 wechselte der 18-Jährige zum DDR-Ligisten BSG Motor Suhl. Bereits vier Monate später musste er, nachdem er seine Lehre zum Schlosser abgeschlossen hatte, zum 1. November 1980 für 18 Monate seinen Wehrdienst antreten. In dieser Zeit konnte er für die Armeesportgemeinschaft Vorwärts Kühlungsborn in der drittklassigen Bezirksliga Rostock weiter Fußball spielen. 
Nach seiner Entlassung aus der Armee kehrte Böhm im Mai 1982 zur BSG Motor Suhl zurück. Nach einem dritten Platz in der DDR-Liga-Saison 1982/83 schaffte Suhl ein Jahr später den Sprung in die Oberliga. Von den 22 Punkt- und acht Aufstiegsspielen bestritt der 1,77 m große Böhm 29 Begegnungen und steuerte ein Tor bei. Von den 1984/85 26 ausgetragenen Oberligaspielen absolvierte er 21, in denen er von Trainer Ernst Kurth meistens als linker Verteidiger eingesetzt wurde. Erneut kam er zu einem Torerfolg. Auf sein Konto als Abwehrspieler kamen aber auch bis zum Saisonende 92 Gegentore, die bewirkten, dass Motor Suhl als schlechteste Mannschaft aller 14 Oberligateams der Saison nach nur einem Jahr wieder in die Zweitklassigkeit absteigen musste. 
Bis 1991 spielte Böhm weiter für die Suhler Mannschaft in der DDR-Liga, auch nachdem sich die BSG Motor 1990 in den 1. Suhler SV umwandelte. Rückblickend auf seine Fußballkarriere erklärte er später: „Die zehn Jahre Fußball in Suhl waren die schönsten meines Lebens.“ (Freies Wort, Suhl, 27. Juni 2009)

## Stationen
- 1980: BSG Motor Suhl
- 1980 bis 1982: Vorwärts Kühlungsborn
- 1982 bis 1991: BSG Motor Suhl